# Franciszek Józef Pey
Franciszek Józef Pey, fr. François-Joseph Pey (ur. 1759 w Solliès-Pont, zm. 2 września 1792 w Saint-Germain-des-Prés) – francuski duchowny, błogosławiony Kościoła katolickiego.
Po studiach odbytych w Aix-en-Provence i Paryżu, będąc już wyświęconym kapłanem podjął działalność duszpasterską w diecezji paryskiej. W 1785 roku mianowany został kanonikiem przy katedrze Notre-Dame w Paryżu. Zasiadał w Stanach Generalnych. Gdy w rewolucyjnej Francji nasiliło się prześladowanie katolików, pod koniec sierpnia 1792 został uwięziony w opactwie Saint-Germain-des-Prés. Zginął z rąk tłumu, który wcześniej wymordował przewożonych z merostwa do opactwa więźniów, w czasie masakr wrześniowych.
Nie skorzystał z możliwości ucieczki, a podług relacji świadków w więzieniu był przykładem opanowania.
Franciszek Józef Pey został beatyfikowany 17 października 1926 wraz z 190 innymi męczennikami francuskimi przez papieża Piusa XI.